# Sawâbi‘
Sawâbi‘ är en grupp öar i Adenviken utanför Djiboutis nordöstra kust omkring 100 km norr om huvudstaden Djibouti.